# アシッド・テスト (航空機)
アシッド・テスト (Assid Test) は、第二次世界大戦時のアメリカ陸軍航空軍第20空軍第20爆撃集団第58爆撃団第462爆撃群に所属した2機のB-29爆撃機の機名。いずれも日本本土への空襲の際に、日本側の反撃によって撃墜された。

## 長崎県で撃墜されたアシッド・テスト
1944年11月21日午前10時ころ、中国方面から長崎県へ飛来したB-29爆撃機の編隊に対し、日本側の多数の戦闘機が迎撃を行なった。爆撃機編隊は、第21海軍航空廠などがあった大村市を爆撃した後、中国方面へ帰還しようとしたが、60機を超える日本側の戦闘機が攻撃を加えた。
アメリカの報告書によれば、当日、大村の上空は雲で覆われていたため、レーダーによる爆撃が行われた。大村へ到着直前、第1編隊の先導機のレーダーが故障したため後方の2番機へ先導の役割を委譲した。このとき、2番機のレーダーオペレーターが大村（Omura）と大牟田（Omuta）を間違えて大牟田へ向かった。後続の数機がこれに従って大牟田を爆撃した。
第1編隊に続いていた第2編隊の先導機のレーダーも故障した。そのため後方の爆撃機へ先導の役割を委譲した。このとき、一部の爆撃機は第1編隊の後に続いた。この中にB-29「アシッド・テスト」がいた。この機体を日本の戦闘機2機が迎撃した。
戦闘の中で、やがて編隊の最後尾にいた1機が高度を下げ、当時の小長井村井崎の沖500mほどの海に墜落した。墜落したのは、第462爆撃群所属のB-29「アシッド・テスト」機体番号42-24786 であった。これは、坂本幹彦海軍中尉が操縦する零戦（一説には雷電）の体当たり攻撃によるものであり、坂本機は飛散して当時の深海村の山中に落下した。坂本の遺体は直後には見つからず、翌1945年1月8日に発見された。
体当たりの事実は、11月22日の新聞に大本営発表として掲載された。
アシッド・テストが墜落した場所は干潟が広がる水深の浅い海であり、垂直尾翼は海面上に突き出る形になっていた。墜落時にアシッド・テストに搭乗していた乗員は、機長ジョセフ・キルブルー大尉 (Capt. Joseph Killebrew) 以下11名であった。このうち8名（一説には9名）分については墜落した機内から遺体が回収されて、小川原浦集落に仮埋葬された。また、周辺に漂着した米兵と思しき遺体があり、全員の遺体が回収された可能性が高いものと考えられている。これら埋葬された遺骨、遺灰は、その後、米軍によって本国へ移された。
1992年には坂本中尉（戦死後2階級特進して少佐）を慰霊する「坂本少佐慰霊碑」が、1993年にはB29搭乗員のための「鎮魂碑」が、地元の有志によりそれぞれの機の墜落地点近くに建立されている。
この機体に搭載されていたレーダー装置は1944年12月初旬陸軍多摩研究所霞分室に運ばれ、陸海軍合同で分解調査された。

### 慰霊
2024年11月21日、諫早市立小長井小学校に隣接するB29搭乗員鎮魂碑のところ(諫早市小長井町)で「日米友好追悼の会」（会長　荒川明継）主催による追悼式が行われた。遺族や市民有志、周辺の学校の生徒、海上自衛隊、佐世保のアメリカ海軍の関係者など約150人が参列して犠牲者に祈りをささげた。同じ日、多良岳山腹（諫早市高来町の山中）にある坂本少佐慰霊碑の前でも追悼式が行われた。坂本少佐と同日に空中戦で亡くなった3名の氏名を銘記したプレートが設置された。

## 京都府で撃墜されたアシッド・テストII
「アシッド・テスト」という愛称は、その後、第462爆撃群所属の別のB-29に付けられ、機体番号42-65336が「アシッド・テストII (Assid Test II)」と称された。
1945年6月5日午前8時ころ、神戸への空襲を終え、マリアナ諸島方面へ帰還しようとしていたアシッド・テストIIは、京都府上空で高射砲の攻撃により被弾、炎上、さらに空中分解して、当時の小倉村伊勢田付近に墜落した。墜落時にアシッド・テストIIに搭乗していた乗員は、機長ユージン・F・トーヴェンド少佐 (Maj. Eugene F. Torvend) 以下12名のうちトーヴェンド少佐を含む6名が墜落死し、他の6名はパラシュートで脱出して捕虜となったものの、そのうち5名はその後の抑留中に傷病死し、1名は7月20日に信太山演習場で処刑された。